# Hrvatski skijaški savez
Hrvatski skijaški savez je hrvatska krovna organizacija za alpsko skijanje, skijaško trčanje (nordijsko skijanje), snowboard (daskanje na snijegu), slobodno skijanje, skijaške skokove i skijanje na travi.
Međunarodni naziv za savez je  Croatian Ski Association. Član je Federation Internationale de Ski (FIS) - Međunarodne skijaške federacije od 10. srpnja 1992. godine.
Osnovan je 1939. pod imenom Skijaški savez Hrvatske (The Ski Association of Croatia).

## Alpsko skijanje

### Olimpijske igre
nakon 2014.
| # | Skijaš(ica)     | Zlato | Srebro | Bronca | Ukupno |
| - | --------------- | ----- | ------ | ------ | ------ |
| 1 | Janica Kostelić | 4     | 2      | 0      | 6      |
| 2 | Ivica Kostelić  | 0     | 4      | 0      | 4      |

### Svjetsko prvenstvo
do 2024.
| Medalje | Tehničke           | Tehničke           | Brzinske       | Brzinske       | Kombinacije     | Kombinacije     | Ukupno |
| ------- | ------------------ | ------------------ | -------------- | -------------- | --------------- | --------------- | ------ |
| Medalje | slalom, veleslalom | slalom, veleslalom | super-G, spust | super-G, spust | super, klasična | super, klasična | Ukupno |
| Medalje | M                  | Ž                  | M              | Ž              | M               | Ž               | Ukupno |
| Zlato   | 1                  | 2                  | 0              | 1              | 0               | 2               | 6      |
| Srebro  | 1                  | 0                  | 0              | 0              | 1               | 0               | 2      |
| Bronca  | 0                  | 0                  | 1              | 0              | 1               | 0               | 2      |

| # | Skijaš(ica)      | Zlato | Srebro | Bronca | Ukupno |
| - | ---------------- | ----- | ------ | ------ | ------ |
| 1 | Janica Kostelić  | 5     | 0      | 0      | 5      |
| 2 | Ivica Kostelić   | 1     | 1      | 1      | 3      |
| 3 | Filip Zubčić     | 0     | 1      | 0      | 1      |
| 4 | Natko Zrnčić-Dim | 0     | 0      | 1      | 1      |

### Svjetski kup
kraj sezone 2020./21.
Napomena: paralelni slalom i paralelni veleslalom te kombinacija i superkombinacija brojeni kao jedna disciplina.
| Medalje | Slalom | Slalom | Veleslalom | Veleslalom | Super-G | Super-G | Spust | Spust | Kombinacije | Kombinacije | Paralelne utrke | Paralelne utrke |
| ------- | ------ | ------ | ---------- | ---------- | ------- | ------- | ----- | ----- | ----------- | ----------- | --------------- | --------------- |
| Medalje | M      | Ž      | M          | Ž          | M       | Ž       | M     | Ž     | M           | Ž           | M               | Ž               |
| Zlato   | 15     | 20     | 3          | 2          | 1       | 1       | 0     | 1     | 9           | 6           | 1               | 0               |

Veliki kristalni globus
| # | Skijaš(ica)     | VKG |
| - | --------------- | --- |
| 1 | Janica Kostelić | 3   |
| 2 | Ivica Kostelić  | 1   |

Mali kristalni globusi
| # |
| - |
| 1 |
| 2 |
| 3 |

|   | Skijaš(ica)     | Σ | Slalom | Veleslalom | Super-G | Spust | (Super-)Kombinacija |
| - | --------------- | - | ------ | ---------- | ------- | ----- | ------------------- |
| M | Ivica Kostelić  | 5 | 2      | —          | —       | —     | 3                   |
| Ž | Janica Kostelić | 7 | 3      | —          | —       | —     | 4 *                 |
| Ž | Zrinka Ljutić   | 1 | 1      | —          | —       | —     | —                   |

* neslužbeni (u to vrijeme nije se dodjeljivao MKB za kombinaciju)
Pobjede
* /broj - broj disciplina koji se tijekom karijere skijaša vozio barem dvije sezone; paralelni slalom i paralelni veleslalom te kombinacija i superkombinacija brojeni kao jedna disciplina
| # |
| - |
| 1 |
| 2 |
| 3 |
| 4 |

|     | Skijaš(ica)     | Pobjede | Postolja | Discipline u kojima su ostvarene pobjede | Discipline u kojima su ostvarene pobjede                       |
| # * | Skijaš(ica)     | Pobjede | Postolja | popis                                    |                                                                |
| --- | --------------- | ------- | -------- | ---------------------------------------- | -------------------------------------------------------------- |
| M   | Ivica Kostelić  | 26      | 60       | 4 /6                                     | slalom, super-G, (super-)kombinacija, paralelna utrka (slalom) |
| Ž   | Janica Kostelić | 30      | 55       | 5 /5                                     | slalom, veleslalom, super-G, spust, kombinacija                |
| Ž   | Zrinka Ljutić   | 1       | 4        | 1 /6                                     | slalom                                                         |
| M   | Filip Zubčić    | 3       | 9        | 1 /6                                     | veleslalom                                                     |

Najviše postolja bez pobjede (5) ima Natko Zrnčić-Dim.

### Regionalni kupovi
Europa Cup/European Cup, Nor-Am Cup
|   | Skijaš(ica)   | VKG | Mali kristalni globusi | Mali kristalni globusi | Mali kristalni globusi | Mali kristalni globusi | Mali kristalni globusi | Mali kristalni globusi |
| Σ | Skijaš(ica)   | VKG | Slalom                 | Veleslalom             | Super-G                | Spust                  | Kombinacija            |                        |
| - | ------------- | --- | ---------------------- | ---------------------- | ---------------------- | ---------------------- | ---------------------- | ---------------------- |
| M | Istok Rodeš   | —   | 1                      | 1                      | —                      | —                      | —                      | —                      |
| M | Matej Vidović | —   | 1                      | 1                      | —                      | —                      | —                      | —                      |

## Skijaško trčanje

### Olimpijske igre
Na Zimskim Olimpijskim igrama 2010. Jakov Fak je osvojio broncu u disciplini bialtlon sprint.

## Skijaški skokovi
Katica Šporer-Tošić skočila je 28m na četrdeset pet metarskoj skakonici i strani mediji zabilježili su taj rezultat kao svjetski rekord.

### Nacionalni rekordi
| Veličina          | Daljina [m] | Skakač(ica) | Skakaonica |
|                   |             |             |            |
| Mala skakaonica   | n/a         |             |            |
| Mala skakaonica   | n/a         |             |            |
| Velika skakaonica | n/a         |             |            |
| Velika skakaonica | n/a         |             |            |
| Letovi            | n/a         |             |            |
| Letovi            | n/a         |             |            |

Skakači(ce) koji su preskočil-i/e veličinu skakaonice
nitko

## Ostalo
Prvo skijaško natjecanje na području Hrvatske bila je skijaška utrka organizirana 1897. na Učki od strane CAF-a (Club Alpino Fiumano, osnovao ga je Bečanin Ferdinand Brodbeck) na kojoj je pobijedio Pasquale Maetich iz Rijeke.

U Mrkoplju je održano prvo službeno natjecanje u skijaškim skokovima u Hrvatskoj, na prvoj skijaškoj skakaonici u Hrvatskoj - izgrađenoj 1934. godine. 1961. na Petehovcu je izgrađena sjedežnica, 1965. na Čelimbaši vučnica. Prvi noćni slalom u Hrvatskoj održan je 1967. Bio je to Noćni slalom pod bakljama na Čelimbaši i svjetski je poznati događaj.
Alpsko skijanje
Na SP-u 2009. Natko Zrnčić-Dim bio je jedini skijaš koji je ostvario plasman u prvih 30 u svim disciplinama.
Ivica Kostelić je u sezoni '91./92. pobijedio u veleslalomu na međunarodnom natjecanju "World Ski Interkriterium" u Vratni Ricky. To je bilo prvi puta u povijesti hrvatskoga sporta da se nakon nekoga proglašenja pobjednika službeno dizala hrvatska zastava i svirala "Lijepa naša".
999 bodova Ivice Kostelića osvojenih u siječnju sezone 2010./11. je najviše bodova što je u jednom mjesecu jedan skijaš(ica) osvojio u Svjetskom kupu.
Ivica Kostelić je pobjednik s najvećim startnim brojem u slalomu u Svjetskom kupu - 64. Ima i najviše postolja u Kitzbühelu i Wengenu.
Janica Kostelić je uspjela pobijediti u svih pet disciplina u jednoj sezoni (2005/06). Jedina skijašica koja je osvojila svjetsko zlato u kombinaciji s najboljim vremenima i spusta i slaloma.
Kostelići su uz brata i sestru Wenzel jedini brat i sestra koji su osvojili Veliki kristalni globus.
Najviše FIS bodova što je jedan hrvatski skijaš ili skijašica osvojio u svojoj prvoj FIS utrci karijere je 51.36. To je ostvarila Zrinka Ljutić 2020. godine.
Vladimir Peter Sabich Jr., unuk hrvatskih imigranata, nastupajući za SAD ostvario je jednu pobjedu u Svjetskom kupu i bio je dvostruki svjetski profesionalni prvak (1971., 1972.).
Snowboard
Julia Dujmović, gradišćanska Hrvatica, osvojila je zlato u snowboardu za Austriju na OI 2014.
Mlađe kategorije na svjetskim natjecanjima
2002. – 2017.
| Natjecanje                 | Natjecanje | Spol   |   |   |   | Ukupno |
| -------------------------- | ---------- | ------ | - | - | - | ------ |
| a l p s k o                | SP Junior  | M      | 1 | 0 | 2 | 3      |
| a l p s k o                | SP Junior  | Ž      | 0 | 2 | 1 | 3      |
| a l p s k o                | SP Junior  | ekipno | 0 | 0 | 0 | 0      |
| a l p s k o                |            |        |   |   |   |        |
| a l p s k o                | OIM        | M      | 0 | 0 | 0 | 0      |
| a l p s k o                | OIM        | Ž      | 0 | 0 | 0 | 0      |
|                            |            |        |   |   |   |        |
| s k t i r j č a š nj k e o | SP U23     | M      |   |   |   |        |
| s k t i r j č a š nj k e o | SP U23     | Ž      |   |   |   |        |
| s k t i r j č a š nj k e o |            |        |   |   |   |        |
| s k t i r j č a š nj k e o | SP U20     | M      |   |   |   |        |
| s k t i r j č a š nj k e o | SP U20     | Ž      |   |   |   |        |
| s k t i r j č a š nj k e o |            |        |   |   |   |        |
| s k t i r j č a š nj k e o | OIM        | M      | 0 | 0 | 0 | 0      |
| s k t i r j č a š nj k e o | OIM        | Ž      | 0 | 0 | 0 | 0      |

### Popis međunarodnih natjecanja u Hrvatskoj
Svjetska prvenstva u Hrvatskoj
- FIS Svjetsko rolerski prvenstvo 2007.[12]

Natjecanja Svjetskog kupa u Hrvatskoj
- FIS Roller Ski World Cup Oroslavje
- Snježna kraljica (Snježni kralj)
- Carnival Snowboard Session

| ██ freestyle natjecanje u snowboardu ili skijanju \| Vrsta skijanja \| Naziv natjecanja \| Lokacija \| 1. izdanje \| Zadnje izdanje \| Bilješke \| Ref \| \| -------------- \| ------------------------------------------------------------------------------ \| --------------- \| ------------- \| -------------------- \| -------------------------------------------------------------------------------------------------------------------------------------------------------------------------------------------------------------------------------------------------------------------------------------------------------------------------------------------- \| ------------------------ \| \| alpsko \| Adriatic Slalom (Jadranski slalom) \| Rijeka (Platak) \| 1933. \| održava se povremeno \| skijaška utrka koja je prvi puta održana 1933. godine, a 1953. godine ovo natjecanje preraslo je u međunarodnu utrku; 1981. ušla u kalendar službenih natjecanja FIS-a; prvi put održana pod okriljem Europskog FIS kupa u ožujku 2010.; Janica i Ivica Kostelić bili su pobjednici 24. međunarodne FIS utrke Jadranski slalom 2006. godine; \| [4][13] \| \| snowboard \| Carnival Snowboard Session \| Rijeka \| 2008. \| održava se \| održava se u centru Rijeke; do 2012. održavao se u disciplini slopestyle, a od 2013. održava se u disciplini corner jump; boduje se za završni poredak World Snowboard Toura; \| [14][15] \| \| rolerski \| FIS Roller Ski World Cup Oroslavje \| Oroslavje \| 2005. \| održava se \| \| \| \| alpsko \| FIS utrke slaloma i veleslaloma na Sljemenu \| Zagreb (Sljeme) \| \| održava se \| \| \| \| snowboard \| Guerrilla Snowboard Session \| Zagreb \| 2012. \| održava se \| prvo međunarodno natjecanje održano 2015.; \| [16] \| \| ski.skokovi \| Kup grada Delnica \| Delnice \| \| \| \| \| \| ski.trčanje \| Kup Kurikkala \| Delnice \| 1962. \| 1962. \| \| [17] \| \| ski.trčanje \| Memorijal mira - 26 smrznutih partizana [Tragom primorsko-goranskih partizana] \| više \| 1961. \| održava se \| najstarija hrvatska memorijalna skijaško-trkačka utrka; prve dvije-tri godine održavala se pod nazivom u []; \| [18][3] \| \| alpsko \| Snježna kraljica (Snježni kralj) \| Zagreb (Sljeme) \| 2005. (2008.) \| održava se \| \| \| \| alpsko \| Otvoreno prvenstvo Umaga u veleslalomu \| \| \| održava se \| \| [19][20][21][22][23][24] \| |                                                                                |                 |               |                      | |                                           |  |  |
| |                                                                                |                 |               |                      | |                                           |  |  |
| Vrsta skijanja | Naziv natjecanja                                                               | Lokacija        | 1. izdanje    | Zadnje izdanje       | Bilješke | Ref                                       |  |  |
| alpsko | Adriatic Slalom (Jadranski slalom)                                             | Rijeka (Platak) | 1933.         | održava se povremeno | skijaška utrka koja je prvi puta održana 1933. godine, a 1953. godine ovo natjecanje preraslo je u međunarodnu utrku; 1981. ušla u kalendar službenih natjecanja FIS-a; prvi put održana pod okriljem Europskog FIS kupa u ožujku 2010.; Janica i Ivica Kostelić bili su pobjednici 24. međunarodne FIS utrke Jadranski slalom 2006. godine; | [ 4 ] [ 13 ]                              |  |  |
| snowboard | Carnival Snowboard Session                                                     | Rijeka          | 2008.         | održava se           | održava se u centru Rijeke; do 2012. održavao se u disciplini slopestyle, a od 2013. održava se u disciplini corner jump; boduje se za završni poredak World Snowboard Toura; | [ 14 ] [ 15 ]                             |  |  |
| rolerski | FIS Roller Ski World Cup Oroslavje                                             | Oroslavje       | 2005.         | održava se           | |                                           |  |  |
| alpsko | FIS utrke slaloma i veleslaloma na Sljemenu                                    | Zagreb (Sljeme) |               | održava se           | |                                           |  |  |
| snowboard | Guerrilla Snowboard Session                                                    | Zagreb          | 2012.         | održava se           | prvo međunarodno natjecanje održano 2015.; | [ 16 ]                                    |  |  |
| ski.skokovi | Kup grada Delnica                                                              | Delnice         |               |                      | |                                           |  |  |
| ski.trčanje | Kup Kurikkala                                                                  | Delnice         | 1962.         | 1962.                | | [ 17 ]                                    |  |  |
| ski.trčanje | Memorijal mira - 26 smrznutih partizana [Tragom primorsko-goranskih partizana] | više            | 1961.         | održava se           | najstarija hrvatska memorijalna skijaško-trkačka utrka; prve dvije-tri godine održavala se pod nazivom u []; | [ 18 ] [ 3 ]                              |  |  |
| alpsko | Snježna kraljica (Snježni kralj)                                               | Zagreb (Sljeme) | 2005. (2008.) | održava se           | |                                           |  |  |
| alpsko | Otvoreno prvenstvo Umaga u veleslalomu                                         |                 |               | održava se           | | [ 19 ] [ 20 ] [ 21 ] [ 22 ] [ 23 ] [ 24 ] |  |  |

## Vanjske poveznice
- Hrvatski skijaški savez
- Hrvatski skijaški portal
- Skijališta u Hrvatskoj  Arhivirana inačica izvorne stranice od 17. veljače 2020. (Wayback Machine)